# Désillusions
Désillusions est le 3e épisode de la saison 4 de la série télévisée Buffy contre les vampires.

## Résumé
Willow rencontre Harmony, qui est devenue un vampire et essaie de la mordre. Oz intervient et Harmony s'enfuit en brandissant la menace de son nouveau petit ami. Alex reçoit la visite d'Anya qui lui annonce souhaiter reprendre leur relation, à la grande surprise d'Alex. Buffy, quant à elle, devient très proche de Parker. Le petit ami d'Harmony se révèle être Spike, qui cherche la pierre d'Amarra, ayant le pouvoir de rendre le vampire qui la porte invulnérable. Buffy et Parker rencontrent par hasard Spike et Harmony lors d'une soirée. Harmony laisse échapper la raison du retour de Spike à Sunnydale avant que les deux vampires ne s'enfuient. Buffy couche avec Parker alors qu'Anya va trouver Alex chez lui et lui fait des avances sexuelles auxquelles il ne peut résister.
Le lendemain, Spike finit par trouver la crypte qu'il cherchait et s'empare de la pierre d'Amarra. Il la découvre accidentellement en voulant tuer Harmony, qui l'exaspérait par son comportement et qui venait de mettre la pierre (enchâssée sur une bague). Buffy surprend Parker en train de séduire une autre fille et le jeune homme lui annonce qu'entre eux ce n'était qu'une aventure sans lendemain. Alors que Buffy tente d'encaisser le coup, elle est surprise par Spike. Ils commencent à se battre en plein jour. Buffy finit par enlever la bague à Spike et celui-ci, qui commence à brûler, se réfugie dans les égouts. Buffy décide ensuite de donner la pierre d'Amarra à Angel par l'intermédiaire d'Oz, qui doit donner un concert à Los Angeles.